# Internationella standardiseringsorganisationen
|  | Andra platser med en ISO 3166-1-landskod, men som inte är medlemmar i ISO |

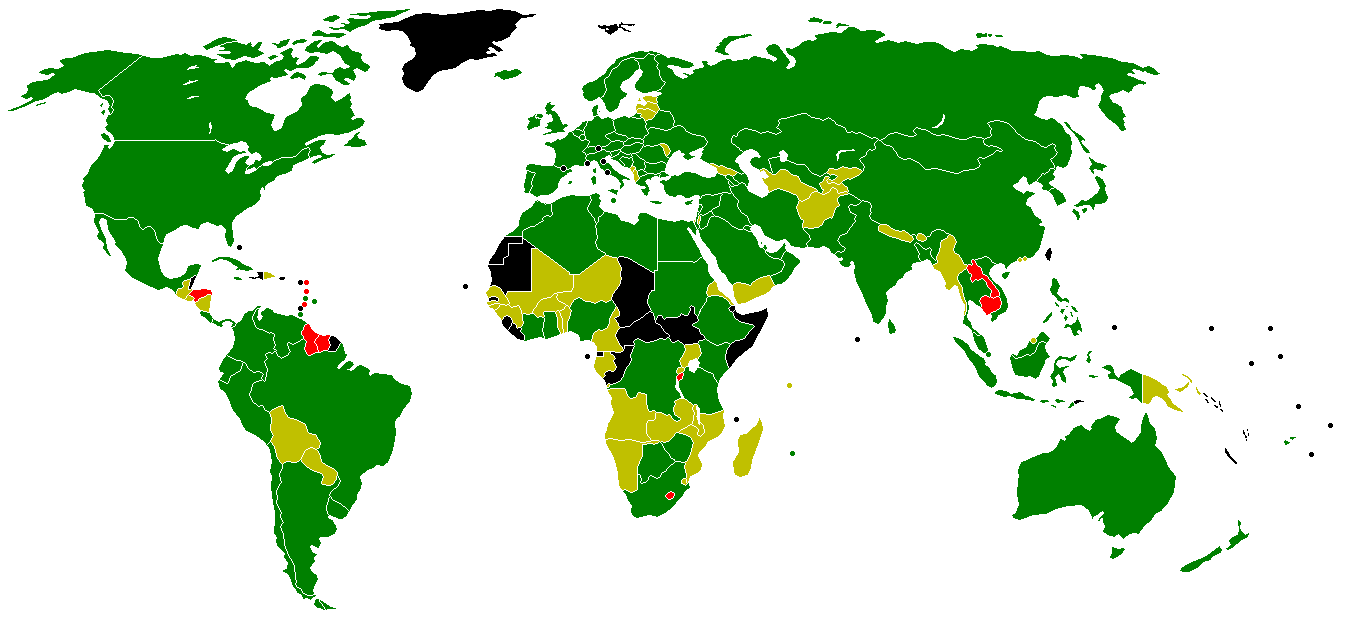
Medlemmar
Korrespondentmedlemmar
Länder som underskrivit

Internationella standardiseringsorganisationen (ISO) (engelska: International Organization for Standardization; franska: Organisation internationale de normalisation) är ett internationellt standardiseringsorgan, representerat av nationella standardiseringsinstitutioner som arbetar med industriell och kommersiell standardisering. ISO startade verksamheten den 23 februari 1947. Nu ordförande av ISO är Ulrika Francke.
Medan ISO definierar sig själva som en icke-statlig organisation är deras förmåga att sätta standarder mycket kraftfullare än övriga icke-statliga organ och i praktiken verkar de som ett konsortium med starka bindningar till ländernas regeringar. Medlemmarna är nationella standardiseringsorgan från varje land och även större bolag.
ISO-standarderna har blivit snabbt accepterade internationellt och använda av nästan alla länder. Landets storlek, utvecklingsnivå och geografi kommer inte att ha någon betydelse i sammanhanget, eftersom dessa standarder är till för alla och används på ett likartat sätt runt om i världen. 
ISO-standarder är numrerade enligt formatet "ISO[/IEC] [/ASTM] [IS] nnnnn[-p]:[åååå] Titel" där "nnnnn" är standardiseringsnumret, "p" är ett eventuellt avsnitt, "åååå" är publiceringsåret och "titel" är rubriken. 
Tillägget "/IEC" står för en gemensam standard med Internationella elektrotekniska kommissionen  om standarden är ett resultat av gemensamt arbete av ISO/IEC JTC1 (the ISO/IEC Joint Technical Committee). Tillägget  "/ASTM" används för standarder framtagna i samarbete med ASTM International.
Exempelvis är ISO /IEC 9899:1999 en standard framtagen 1999 för programspråket C i framtagen tillsammans med Internationella elektrotekniska kommissionen.
Sveriges medlemskap i ISO representeras av Svenska institutet för standarder, SIS, som är fullvärdig medlem.
Kortformen av organisationens namn, ISO, är inte en akronym. Då organisationen har olika språkvarianter av sitt namn skulle också en förkortning bli olika på olika språk, till exempel ISO på svenska, IOS på engelska och OIN på franska. För att undvika detta har organisationen beslutat att använda ISO som en internationell kortform av namnet. ISO är härlett ur det grekiska ἴσος ’lika’.

## Standarder inom miljöområdet
ISO har tagit fram ca 340 olika standarder som är inriktade på miljöområdet och totalt sett finns det cirka 14 000 olika standarder. Det är ca 25 st av de miljöinriktade standarderna som ingår i den internationella ISO 14 000-serien och det är bland annat standarder som rör miljömärkning, miljörevisioner och miljöledningssystem.

## Standard för elektrisk utrustning
ISO samverkar nära Internationella elektrotekniska kommissionen (IEC) som ansvarar för standardisering av elektrisk utrustning.